# Franz Mattenklott
Franz Mattenklott (19 novembre 1884 à Grünberg-en-Silésie - 28 juin 1957 à Braunlage) est un General der Infanterie allemand qui a servi au sein de la Heer dans la Wehrmacht pendant la Seconde Guerre mondiale.
Il a été récipiendaire de la Croix de chevalier de la Croix de fer. Cette décoration est attribuée pour récompenser un acte d'une extrême bravoure sur le champ de bataille ou un commandement militaire avec succès.

## Biographie
Franz Mattenklott naît à Grünberg, en province de Silésie, en 1884. Le 28 décembre 1903, à l'âge de 20 ans, il s'engage dans le 67e régiment d'infanterie de l'armée impériale de Prusse. Pendant la Première Guerre mondiale, Mattenklott est promu Hauptmann le 18 juin 1915, après avoir reçu la croix de fer. Après la guerre, il poursuit sa carrière au sein de l'armée allemande.
Mattenklott prend le commandement de la 72e Division d'infanterie le 19 septembre 1939. Il est promu Generalleutnant le 1er février 1940. Sa division reste affectée à Trèves au cours de la drôle de guerre avant de prendre part à la Bataille de France en mai et juin 1940. Le 25 juillet 1940, le général Franz Mattenklott est détaché à Metz, où il est nommé commandant de la place forte. Le 4 septembre 1940, il reprend le commandement de la 72e Division d'infanterie.
Avec sa division, Mattenklott participe à la campagne des Balkans, au printemps 1941. La 72e Division d'infanterie prend ensuite la direction de l'Union soviétique. Elle combat dans le sud de la Russie et l'Ukraine, où Mattenklott est promu General der Infanterie. Le 23 novembre 1941, il reçoit la croix de chevalier de la Croix de fer, l'une des plus hautes décorations de l'Allemagne nazie pour sa bravoure militaire.
Le 1er janvier 1942, Franz Mattenklott est nommé commandant du 42e corps d'armée (XXXXII. Armeekorps). Du 19 août 1942 à avril 1943, il reçoit le commandement militaire de la Crimée. Il commande ensuite l'Armée Mattenklott (Ameeabteilung Mattenklott) qui est détruite dans la poche de Tcherkassy en novembre 1943. Le 14 juin 1944, Mattenklott reprend des fonctions de commandant en chef au 6e corps d'armée (VI. Armeekorps) à Münster, en servant simultanément à l'état-major du Wehrkreis VI, la 6e région militaire allemande.
Franz Mattenklott est arrêté par les forces alliées le 21 avril 1945 et est libéré de la captivité le 4 juillet 1947.
Franz Mattenklott meurt à Braunlage, en Saxe, le 28 juin 1954.

## Décorations
- Croix d'honneur de Hohenzollern 3e Classe avec glaives[2]
- Croix du Mérite de guerre (Brunswick)
  - 1re Classe[2]
  - 2e Classe avec badge de Maîtrise[2]
- Croix de chevalier de l'Ordre de Frédéric 1re Classe[2]
- Croix de fer (1914)
  - 2e Classe[3]
  - 1re Classe[3]
- Croix d'honneur pour Combattants 1914-1918 (1934)[2]
- Agrafe de la Croix de fer (1939)
  - 2e Classe (1er décembre 1939)[1]
  - 1re Classe (1er décembre 1939)[1]
- Médaille de service de la Wehrmacht[2]
- Ordre de Michel le Brave le 19 septembre 1941[4]
- Croix de chevalier de la Croix de fer
  - Croix de chevalier le 23 novembre 1941 en tant que General der Infanterie et commandant de la 72. Infanterie-Division[1],[3]
- Médaille du Front de l'Est (1942)[2]
- Croix allemande en or, le 22 septembre 1942[1],[3]
- Mentionné dans le bulletin quotidien radiophonique de l'armée Wehrmachtbericht le 6 avril 1944[3]